# Émile Henriot (Chemiker)

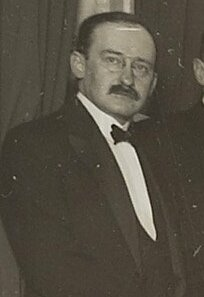
Henriot (1925)

Émile Henriot (* 2. Juli 1885 in Besançon; † 1. Februar 1961 in Brüssel) war ein französischer Chemiker. Er bewies als erster, dass Kalium und Rubidium natürlich radioaktiv sind.

## Leben
Henriot untersuchte Methoden, um extrem hohe Winkelgeschwindigkeiten zu erzeugen, und stellte fest, dass in geeigneter Weise platzierte Luftdüsen verwendet werden können, um Kreisel bei sehr hohen Geschwindigkeiten zu drehen. Mit dieser Technik wurden später Ultrazentrifugen konstruiert.
Außerdem war er ein Pionier in der Untersuchung des Elektronenmikroskops. Er studierte auch die Doppelbrechung und Molekülschwingungen.
Er erhielt seinen Doktor der Physik im Jahre 1912 an der Universität von Paris bei Marie Curie und nahm 1927 mit ihr und 27 anderen namhaften Physikern und Chemikern an der fünften Solvay-Konferenz in Brüssel teil. Er war Professor an der Freien Universität Brüssel.
1947 wurde er korrespondierendes Mitglied der Académie des sciences in Paris. Die Académie royale des Sciences, des Lettres et des Beaux-Arts de Belgique nahm ihn 1933 als assoziiertes Mitglied auf.

## Werke (Auswahl)
- E. Henriot: Sur la condensation des émanations radioactives. In: Le Radium. Band 5, Nr. 2, 1. Februar 1908, S. 41–46, doi:10.1051/radium:019080050204101.